# 先祖
先祖（せんぞ）または祖先（そせん）とは、現代人の、既に亡くなった数世代以前の血縁者全般のこと。狭義では、直系の尊属を指す場合が多い。対義語は子孫、後裔（こうえい）、または末裔（まつえい）。
生物学的な側面では、進化分類学において、ある生物種の進化前の段階をしばしばこのように呼ぶ（ただし、この用法では「祖先」の方がよく使われる）。

## 概要
生物は、環境に適応しながら様々に変化し、同じ種であっても環境が違えばそこから分岐して更に変化していく。しかし、その系統を時間を遡って辿ると、幾つもの生物種が共通する生物種から分岐・変化して行く前段階に到達する。そういった時間的に逆行する追跡や調査において辿られていった存在が先祖である。
元々は、人間の社会においてその親の親の親…と辿っていく際の概念である。しかし、人間にせよ生物種としてのヒトにせよ、世代を経るごとに環境（時代・社会・社会的地位など）によって、その存在の性質は様々に変化し得るため、その存在が在るためには、その世代に至る前の親が必須である。この親の存在が先祖であるが、一般に「先祖」と言う場合、祖父母以前の尊属や、既に死んだ尊属を指す場合が多い。

### 人間の場合の「先祖」
生物種という単位ではなく、個人や家族（兄弟・姉妹）という単位で計られる人間の祖先の場合は、その子が複数あった場合に、そこから分岐して他の家系に入り込むと共に、結婚により配偶者を得て有性生殖で子を得るため、一族や地域といったグループの祖先は、様々な家系の系統が複雑に絡み合う（→続柄）。この中には当時の著名人や権力者なども居たりもする。そういった先祖を持つ者が、自身の先祖に特別な愛着を示す場合もある。
なお、こういった先祖の存在がただちに現在生きて生活している存在に影響を与える事は考えにくい。ただ宗教的観念から、先祖の存在に感謝ないし敬意を示す場合がある。祖霊信仰はそういった先祖に対する敬意や畏敬、あるいは何らかの影響を信じて祀る様式である。

### 柳田國男による「先祖」の定義
柳田國男は『先祖の話』において、先祖という語には二つの意味があると論じた。第一は、家の始祖であり、固有の氏名で祀られ続ける先祖である。第二は、「自分たちの家で祭るのでなければ何處も他では祭る者の無い人の霊」である。
DNAによる生物学的な繋がりよりも、職能集団である一族を率いる権利（家督）を持つかどうかで、特定の家系の創業者を先祖と呼ぶ権利があるか否か判断した。
具体例として、生物学的に「平家の末裔で桓武天皇より出る」という人物がいても、皇位を継承していない限りは桓武天皇を先祖と呼ぶことはできないとした。これは桓武平氏が、武家平氏という職能集団の創業者である高望王を先祖と呼ぶことはできても、天皇である桓武天皇を先祖と呼べないことにも通じるものである。
柳田國男のイメージする先祖は、現代での創業社長と経営権の相続という概念に近い。